# Yebekolo (peuple)
Pour les articles homonymes, voir Yebekolo.
Les Yebekolo sont une population de langue bantoue vivant dans la région du Centre au Cameroun, au nord du département du Nyong-et-Mfoumou, dans le bassin du Nyong. On trouve des chefferies yebekolo à Akonolinga, Ayos et Nyakokombo.
Ils font partie du groupe beti. Leur nombre a été estimé à 23 000.

## Langue
Ils parlent le yebekolo, un dialecte du beti.

## Personnalités
Plusieurs hautes personnalités camerounaises sont d'origine Yebekolo, parmi lesquelles : l'homme politique Roger Nkodo Dang, l'ancien ministre des travaux publics Patrice Amba Salla, l'ancien Directeur Général Adjoint de l'Enam Abate Messanga André, Le Pr Marcelin Nguele Abada, le GBA Eba Bède Benoit et le ministre de la défense actuel Joseph Beti Assomo.